# Ride or Die – Fahr zur Hölle, Baby!
Ride or Die – Fahr zur Hölle, Baby! (Ride or Die, Hustle and Heat) ist ein US-amerikanischer Actionfilm aus dem Jahr 2003. Regie führte Craig Ross Jr., das Drehbuch schrieben Duane Martin und Jay Wolcott.

## Handlung
Der Privatermittler Conrad McRae lebt in Los Angeles. Eines Tages wird der mit McRae befreundete Musiker Benjamin erschossen aufgefunden. Der Rapper soll nach der offiziellen Version sich selbst getötet haben. McRae glaubt nicht daran, weil Benjamin beruflich erfolgreich war und die rechte Hand benutzt haben müsste, während er ein Linkshänder war.
McRae recherchiert auf eigene Hand; die Freundin des Getöteten hilft ihm dabei. Der Ermittler erfährt, dass Benjamin ungefähr eine Woche vor seinem Tod geheiratet hatte. Weitere Hinweise erhält McRae von einem Universitätsprofessor. Die Spur führt den Ermittler zu einem in undurchsichtige Geschäftspraktiken verwickelten Plattenlabel.

## Kritiken
Das Lexikon des internationalen Films schrieb, der Film sei eine „weitgehend mit schwarzen Darstellern besetzte Actionkomödie, die „Film-noir“-Klassiker sowie James-Bond-Filme zitiert und persifliert“. Er lege „ein gerütteltes Maß an Selbstironie an den Tag“.